# Mater Matuta
Mater Matuta é uma deusa latina indígena, que os romanos posteriormente tornaram equivalente à deusa da alvorada Aurora, e a deusa grega Eos. Seu culto é atestado em vários lugares no Lácio, seu mais famoso templo era localizado em Sátrico. Em Roma ela tinha um templo no lado norte do Fórum Boário, supostamente construído por Sérvio Túlio, destruído em 506 a.C., e reconstruído por Marco Fúrio Camilo em 396 a.C., e era também associada aos ancoradouros e portos marítimos, onde havia outros templos para ela.
A tradição romana identificava-a com Ino-Leucoteia, que teria chegado a Roma após sua tentativa de suicídio, sendo levada, com Melicertes, até a foz do rio Tibre por Panopeia e suas cem irmãs, ao reino dos árcades, cujo rei era Evandro. Quando a deusa chegou à região de Roma encontrou-se com Bacantes que celebravam os ritos dionisíacos no bosque de Estímula. Estas, instigadas por Juno,  tentam atacá-la, mas graças à pronta intervenção de Hércules a deusa liberta-se da ameaça. Hércules coloca-a então à confiança de Carmenta, que lhe comunica que será alvo de culto em Roma junto com o seu filho, com os nomes de Matuta e Portuno.
Em Roma, seu festival era a Matrália, celebrado em 11 de junho em seu templo no Fórum Boário. O festival era apenas para mulheres solteiras ou mulheres em seu primeiro casamento, que ofereciam preces para suas sobrinhas e sobrinhos e então conduziam um escravo para fora do templo.